# Autoserica denticrus
Autoserica denticrus är en skalbaggsart som beskrevs av Louis Burgeon 1942. Autoserica denticrus ingår i släktet Autoserica och familjen Melolonthidae. Inga underarter finns listade.